# 佟瑞敏
佟瑞敏，中国国家一级演员，现为上海戏剧学院表演系主任。

## 作品列表

### 电影作品
- 《刑场上的婚礼》　饰 杨文（1980年）
- 《杜十娘》　饰 李甲（1981年）
- 《不该凋谢的玫瑰》　饰 韦力（1981年）
- 《华罗庚》　饰 王唯克（1984年）
- 《秋天里的春天》（1985年）
- 《落山风》　饰 颜世雄（1990年）
- 《情海浪花》　饰 贺俊之（1991年）

### 电视剧作品
- 《大唐名相》 饰 唐太宗（1991年）
- 《射雕英雄传》饰 完颜洪熙（2003年）